# Научный совет Японии
Научный совет Японии (англ. Science Council of Japan, яп. 日本学術会議) — представительная организация учёных Японии, ведущих исследования в различных областях науки, включая гуманитарные и социальные науки, науки о жизни, естественные науки и технику. Президентом Совета с 2013 года является Такаси Ониси, президент Технологического университета Тоёхаси (переизбран в 2016 году). Штаб-квартира Совета находится в Токио, в районе Роппонги, Минато-ку. Совет был учреждён в январе 1949 года под эгидой американских оккупационных властей как независимый научный орган, находящийся под юрисдикцией премьер-министра. За организационную основу была взята модель Национальной академии наук США.
По состоянию на 2015 год Научный совет Японии состоит из 210 избранных членов (назначенных премьер-министром страны) и 2 000 ассоциированных членов. Организационная структура Совета включает в себя Генеральную Ассамблею, Исполнительный совет, три профильных секции (гуманитарных и социальных наук, наук о жизни, физических наук и инженерии), 30 тематических комитетов, пять административных комитетов и ряд специальных комитетов.

## История
Научный совет Японии был основан Гарри Келли, ранее работавшим профессором физики в Лихайском университете (штат Пенсильвания). Келли работал в американском оккупационном корпусе в Японии, где был назначен гражданским начальником Сектора фундаментальных исследований (англ. Fundamental Research Branch). Келли вначале организовал частную организацию под названием «Японская ассоциация связи с наукой», которая затем была реорганизована в Подготовительный комитет (Sewaninkai) Комитета по возобновлению научных исследований. Последний в 1949 году был переименован в Научный совет Японии и стал «особой организацией» при правительстве Японии. Он был официально открыт 20 января с его первого общего собрания.

## Деятельность
В июне 2015 года министерство образования, культуры, спорта, науки и технологий Японии издало директиву об упразднении или сокращении гуманитарных и социальных наук во всех национальных университетах. Научный совет Японии выступил против этого решения. Представляя резолюцию Исполнительного совета, президент Ониси 23 июля 2015 года провёл пресс-конференцию, на которой осудил директиву министерства. По его мнению, сокращение преподавания гуманитарных дисциплин «может привести к тому, что высшее образование в Японии потеряет свою широту и глубину».
Научный совет Японии был совещательным органом при выработке политики в отношении высокоактивных радиоактивных отходов Японии. Правительство Японии в 2000 году разработало закон о радиоактивных отходах, в соответствии с которым была создана Организация по управлению радиоактивными отходами (NUMO). Отчёты NUMO в 2011 году были предоставлены Научному совету Японии для проверки и принятия решений, после чего Научный совет представил правительству свои предложения.